# Plenterwald
Ein Plenterwald ist ein im Plenterbetrieb bewirtschafteter Hochwald. Er ist ein sich stetig verjüngender Dauerwald, in dem Bäume aller Dimensionen kleinstflächig bis einzelstammweise vermischt sind. Im Plenterbetrieb werden einzelne Bäume gefällt und so ein permanenter Hochwald geschaffen. Trotz des vermeintlich urwaldähnlichen Charakters ist der Plenterwald ein bewirtschafteter Forst.

## Geschichte
Ob der Ausdruck Plenter vom Plunder (wertloses Zeug) oder von der lateinischen Wortwurzel plenere (= vollmachen, daraus herstellen) stammt, ist unklar. Üblich in der forstlichen Geschichte des Waldes in Mitteleuropa waren sowohl Kahlschläge, die Voraussetzung für einen Altersklassenwald (so etwa: Rodungstätigkeiten des Mittelalters, Exporte im Zeitalter der Seefahrt des Kolonialismus, Rohstoffbedarf der Industrialisierung), wie auch Dauernutzungsformen mit Entnahme der gerade notwendigen Hölzer.
Die Bezeichnung zu plenus bezöge sich auf das vollständige Holzangebot, von Stangen für Werkzeugstiele, Waffen und andere Gerätschaften über Bauholz bis hin zu Futter für die Waldhut, die Wirtschaftsweise des Kleinwaldes und des siedlungsnahen Bedarfswaldes.
Die Bezeichnung des Begriffes zu Plündern fußt wohl auf dem als Gemeine Mark (Allmende) gemeinsam genutzten Bauernwald. Solche Wälder wurden ungeregelt genutzt, da jeder schlagreife Bäume einzelstammweise fällen konnte. Bei steigender Nutzungsintensität, z. B. während der Holznot des Mittelalters und der Neuzeit, führte diese Übernutzung zum Plünderwald – ein früher teilweise synonym zu Plenterwald gebrauchter Begriff. Bis zum 19. Jahrhundert wurden Plenterwälder, sofern es nicht Privatwald war, überwiegend nicht geregelt genutzt. Von 1827 bis zum Ende des 19. Jahrhunderts war Plenterung in weiten Teilen Frankreichs und Deutschlands daher verboten. Im Alpenraum hingegen wurde in dieser Zeit die Kahlschlagwirtschaft wieder unterbunden, der Neuaufbau des Waldes führte aber trotzdem zu Alterklassenwäldern.
Die heutigen Wirtschaftswälder, die bis auf Reste und unrentable Extremlagen den Gesamtbestand des mitteleuropäischen Waldes ausmachen, sind zum großen Teil ein Produkt der Wiederaufforstung im 19. und im 20. Jahrhundert, in Deutschland auch nach Kahlschlägen in den 1930er Jahren und nach dem Zweiten Weltkrieg.
Vorreiter in Sachen Plenterwald war im 20. Jahrhundert die Schweiz. Noch verbreiteter ist das Plentern in Europa heute sonst nur in Slowenien, wo es landesweit gesetzlich vorgeschrieben ist. In jüngerer Vergangenheit gewinnt es aber langsam auch anderswo an Popularität.

## Bewirtschaftung

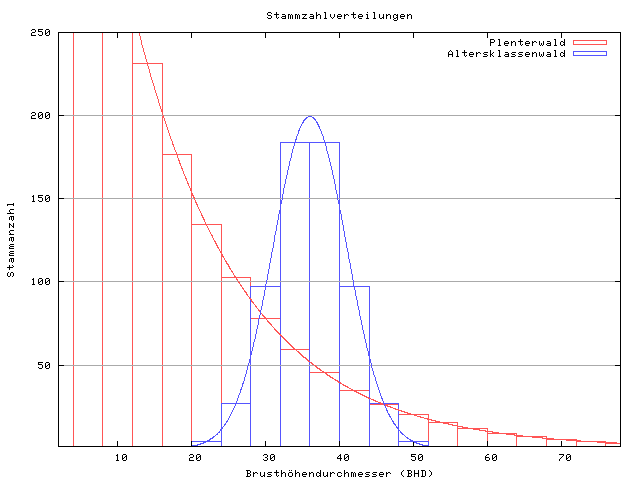
Vergleich der idealerweise fast konstanten Dimensionsverteilung im Plenterwald zu der je nach Alter wandernden Dimensionsverteilung eines Altersklassenwaldes.

Plenterung im eigentlichen Sinne ist eine Bewirtschaftung von Halbschatt- und Schattbaumarten, üblicherweise Weißtanne, ausnahmsweise Buche. Diesen ist es aufgrund ihrer besonderen Schattentoleranz und Wuchsdynamik möglich, Jahrzehnte im Unterstand zu verharren und nach Freistellung noch zu einem herrschenden Baum heranzuwachsen.
Die Nachhaltigkeit der Holznutzung eines Forstbetriebes wird im Plenterwald durch das gleichmäßige Nachwachsen von Bäumen auch auf einer kleinen Parzelle erreicht. Die richtige Plenterung erfordert die fachliche Bewertung eines jeden einzelnen Baumes ab einem gewissen Alter. Im Gegensatz dazu ist die demographische Nachhaltigkeit von Altersklassenwäldern nur über größere Flächen gewährleistet, wenn Parzellen mit Bäumen jeder Altersstufe nachwachsen.
Die Nachhaltigkeit des Plenterwaldes wird am Verhältnis von Stammanzahl zu Durchmesserverteilung gemessen, an der Plenter- oder Gleichgewichtskurve. Sie ist näherungsweise eine exponentiell abfallende Kurve von einer hohen Anzahl dünner Bäume zu einer geringen Anzahl dicker Bäume. Das Herstellen eines solchen Gleichgewichts aus einem einschichtigen Bestand erfordert dort, wo es überhaupt möglich ist, eine zielgerichtete forstliche Tätigkeit über mehrere Generationen.

## Verbreitung und Ansprüche
Ein Plenterbetrieb ist daher dort am ehesten möglich, wo sich die ökologischen Ansprüche von Rotbuche (Laubmischwälder) und die der Weißtanne (Buchen-Tannen-Wälder oder Buche-Tanne-(Fichte)) überschneiden, bzw. die Rotbuche bereits eingeschränkt ist. Geographisch entspricht dies dem Gebiet von Thüringen im Norden bis nach Süden in das Alpenvorland sowie von den Vogesen im Westen bis weit nach Osten. Innerhalb dieses Raumes würden nach Ellenberg (1996) am ehesten mehr oder weniger rotbuchen- oder fichtenreiche (Fagion) Buchen-Weißtannen-Wälder oder Weißtannen-Fichten-Wälder auf folgenden Standorten gedeihen:
- planare bis montane basenreiche Böden im subkontinentalen Klima,
- auf niederschlagsreichen tonigen (basenreichen) Böden in montanen bis subalpinen Bereichen, oder
- auf staunassen Böden im niederschlagsreichen Submontan- und Montanklima.

In Deutschland kommen Plenterwälder in Bauernwäldern im Schwarzwald, im Allgäu und im Bayerischen Wald vor. Im Bereich der Nordwestthüringischen Randplatten, das sind v. a. die Höhenzüge Hainich und Dün, findet man die Sonderform von reinen Buchenplenterwäldern. In der Schweiz sind Plenterwälder weit verbreitet. Vor allem im Neuenburger Jura und im Emmental wird hier mit Fichte, Weißtanne und etwas Buche geplentert. Außerdem wird auch im französischen Jura, in Österreich und Slowenien geplentert.

## Ökologie
Die Unterscheidung zwischen natürlichen Tannenwäldern oder buchenreichen Mischwäldern, in denen die Weißtanne (Abies alba) durch Plenterung begünstigt wurde, fällt schwer: Der Plenterbetrieb begünstigt dort, wo sich ihre Verbreitungsgebiete überschneiden, die Tanne gegenüber der Rotbuche (Fagus sylvatica).  Die Unterschiede zur Plenterphase eines Urwaldes (Mosaik-Zyklus-Konzept) sind auf den ersten Blick nicht immer zu erkennen. Allerdings sind Plenterphasen in den noch vorhandenen ostmitteleuropäischen Urwäldern eher selten. Es kann auch nicht bewertet werden, ob der Plenterwald generell der potenziell natürlichen (pnV) Waldgesellschaft des Standortes entspricht. Nicht mehr bewirtschaftete Fichtenplenterwälder (z. B. im Neuenburger Jura) gleichen sich im Erscheinungsbild Altersklassenwäldern an.
Im Prinzip kann der Plenterwald zum Dauerwald im allgemeinen Sinne gerechnet werden; im engeren Sinn unterscheidet er sich als forstwirtschaftliche Betriebsform aber doch vom Dauerwald.
Schon die sehr geringen Eingriffe des Plenterbetriebes, also das Fällen von selektierten Einzelstämmen, kann die Artenzusammensetzung der Baumschicht erheblich beeinflussen. Dasselbe gilt für die Altersstruktur; die Umlaufzeit der Hiebe folgt wirtschaftlichen, nicht ökologischen Leitlinien.
Durch diese Eingriffe entsteht eine deutlich differenzierte vertikale Struktur. Der Unterwuchs ist vital und entspricht potenziell der Plenterphase eines Urwaldes, aber nur, wenn der Wildbestand dies auch zulässt (sonst verschwindet z. B. die Weißtanne durch selektiven Verbiss aus dem Unterwuchs). Totholz fehlt jedoch weitgehend, da die Bäume meist vor ihrem biologischen Alterstod entnommen werden. In der horizontalen Struktur ist der Plenterwald aber ärmer und gleichförmiger als ein Urwald, da Flächen mit ausgesprochenen Verjüngungs- und Zerfallsphasen fehlen.
Der künstlich gehaltene Hochwaldzustand widerspricht je nach pnV mehr oder weniger stark der natürlichen Waldentwicklung. In Gebieten, die natürlicherweise reine Nadelholzwälder (Fichtenwald, Tannenwald) als pnV aufweisen würden, entspräche der Altersklassenwald der natürlichen Entwicklung möglicherweise eher als der andauernde Hochwaldzustand des Plenterwaldes. Auf der anderen Seite ist der Tannen-Buchen-Plenterwald ein Dauerzustand, der natürlicherweise am ehesten in rotbuchenreichen Laubmischwäldern zu finden ist.
In der Forstwirtschaft des 18. und 19. Jahrhunderts, die mit massiven Aufforstungen der fortschreitenden Verwüstung Mitteleuropas entgegenzusteuern versuchte, wurden auf den erodierten und verarmten Böden vermehrt reine Nadelholzforste angepflanzt, weil z. B. die Fichte die Freiflächenbedingungen aushält (was z. B. für die Weißtanne und Rotbuche nicht gilt) und wenig Ansprüche an den Boden stellt. Die entstehenden Wälder wurden dann als Altersklassenwald betrieben. In den meisten Lagen entsprechen diese Nadelholzforste aber nicht der pnV und sind damit als sehr naturfern einzustufen (natürlich sind Alterklassenwälder nur in regelmäßigen Waldbrandgebieten, in ausgesetzten Lagen durch seltenen extremen Windwurf, oder in Grenzverbreitungslagen durch Massensterben in besonders ungünstigen Jahren, und ähnlichen Situationen). In einigen Gebieten, wie in Mooren und an Gewässern (Saumwald- und Auwald-Zone) muss man Monokulturforste gar als schädlich einstufen.
Die sehr viel selteneren Plenterwälder hingegen weisen eine deutlich differenzierte vertikale Struktur auf, da Vegetation aller Wuchshöhen vorkommt. Seit dem 20. Jahrhundert werden immer mehr Forste umgestellt, da ein Mischwald als dauerhafter Hochwald weniger schadanfällig ist als beispielsweise ein Fichtenwald. Dies fördert auch potenziell die Artenvielfalt der Flora und Fauna. Die Artenzusammensetzung des Forstes wird bei Plenterbetrieb in den meisten Fällen als relativ naturnäher zu beurteilen sein, aber nicht als natürlich.